# The Fire Inside
The Fire Inside is een Amerikaanse biografische sportfilm uit 2024, geregisseerd door Rachel Morrison naar een scenario van Barry Jenkins. De film handelt over de Amerikaanse boksster Claressa "T-Rex" Shields en de hoofdrollen worden vertolkt door Ryan Destiny en Brian Tyree Henry.

## Verhaal
De film volgt de Amerikaanse boksster Claressa Shields tijdens haar training voor de Olympische Zomerspelen 2012 in Londen.

## Rolverdeling
| Acteur            | Personage                |
| ----------------- | ------------------------ |
| Ryan Destiny      | Claressa "T-Rex" Shields |
| Brian Tyree Henry | Jason Crutchfield        |
| Oluniké Adeliyi   | Jackie Shields           |
| De'Adre Aziza     | Mickey                   |

## Productie
Op 7 oktober 2016 huurde Universal Pictures Barry Jenkins in om de documentaire T-Rex uit 2015, over boksster Claressa Shields, aan te passen naar een speelfilm. Op 19 juni 2019 zou Rachel Morrison haar regiedebuut maken in de film, die de titel Flint Strong zou krijgen. Jenkins zou produceren samen met Michael De Luca en Elishia Holmes, terwijl Zackary Canepari en Drea Cooper, die aan T-Rex meewerkten, als uitvoerende producenten zouden dienen.
Op 13 november 2019 werd Ryan Destiny gecast als Claressa "T-Rex" Shields. Op 5 februari 2020 werd Ice Cube gecast als de coach van Shields, Jason Crutchfield. Op 29 oktober 2021 werd echter gemeld dat Ice Cube het project had verlaten nadat hij had geweigerd zich te laten vaccineren tegen COVID-19 voor het filmen van Oh Hell No (later getiteld Stepdude) voor Columbia Pictures.
De filmopnames gingen van start op 11 maart 2020 in de "Cinespace Film Studios" in Toronto, maar na twee dagen filmen werd de productie stopgezet vanwege de coronapandemie. In een interview met "The Guardian" verklaarde Shields dat de productie van Flint Strong in juni 2021 zou worden hervat. Het project liep echter opnieuw een lange vertraging op omdat Universal Pictures geen interesse meer had. De film werd uiteindelijk opgepikt door Metro-Goldwyn-Mayer en op 25 mei 2022 voegde Brian Tyree Henry zich bij de cast ter vervanging van Ice Cube. Het filmen werd later die maand hervat. In juli 2022 vonden de opnames plaats in Hamilton (Ontario), waar het "First Ontario Centre" werd gebruikt als Olympische bokslocatie. In maart 2024 werd aangekondigd dat het project was hernoemd van Flint Strong naar The Fire Inside, wat uiteindelijk de definitieve titel zou zijn waaronder de film werd uitgebracht.

## Release en ontvangst
The Fire Inside ging op 7 september 2024 in première op het Internationaal filmfestival van Toronto in de  Special Presentations-sectie. De film werd op 25 december 2024 in de Amerikaanse bioscopen uitgebracht door Amazon MGM Studios. De film kreeg overwegend positieve kritieken van de filmcritici, met een score van 95% op Rotten Tomatoes, gebaseerd op 37 beoordelingen.

### Kassaopbrengsten
The Fire Inside ging in de Amerikaanse bioscopen in première naast Nosferatu, Babygirl en A Complete Unknown met de verwachting van een bruto opbrengst in het vijfdaagse openingsweekend van 5 miljoen Amerikaanse dollars in 2000 bioscopen. De film bracht uiteindelijk 4,33 miljoen dollar op in zijn openingsweekend en eindigde daarmee op de tiende plaats aan de kassa.

## Prijzen en nominaties
De belangrijkste:
| Jaar | Prijs                          | Categorie            | Genomineerde(n) | Uitslag       |
| ---- | ------------------------------ | -------------------- | --------------- | ------------- |
| 2025 | Film Independent Spirit Awards | Beste hoofdrol       | Ryan Destiny    | In afwachting |
| 2025 | Film Independent Spirit Awards | Beste cinematografie | Rina Yang       | In afwachting |